# ستاره آکباش
ستاره آکباش (به ترکی، استانبولی: Sitare Akbaş) زاده ۶ اکتبر ۱۹۸۸ در استانبول، بازیگر اهل کشور ترکیه است. او بیشتر برای بازی در این سریال شناخته می‌شود:تو در خانه‌ام را بزن.

## زندگی و شغل
ستاره آکباش در ۶ اکتبر ۱۹۸۸ در استانبول به دنیا آمد. او از گروه تئاتر کنسرواتوار دولتی دانشگاه استانبول فارغ‌التحصیل شد. او اولین گام خود را در سال ۲۰۰۴ با شخصیت «عایشه» که در سریال تلویزیونی بعد پنجم در تلویزیون سامانیولو به تصویر کشیده بود، برداشت. شناخت واقعی او با شخصیت «زینو» در مجموعه تلویزیونی ایستگاه آکاسیا آغاز شد که در سال ۲۰۰۸ از کانال د پخش شد. او اولین قدم سینمایی خود را در سال ۱۳۸۸ با بازی شخصیت «دلال» در فیلم انجیر چکیردگی برداشت. آکباش با شخصیت «فیگن ییلدیریم (فیفی)» که در سریال تلویزیونی تو در خانه‌ام را بزن که پخش آن از شبکه فاکس (ترکیه) در سال ۲۰۲۰ آغاز شد، پس از نوشتن نامش در چندین پروژه، به تلویزیون بازگشت. او در سال ۲۰۲۱ در سریال رامو در شبکه شو تی‌وی قرار گرفت و نقش شخصیت «دلبر» را بازی کرد.

## فیلم‌شناسی
| سینما | سینما           | سینما   | سینما   |
| سال   | تولید           | نقش     | توضیحات |
| ----- | --------------- | ------- | ------- |
| ۲۰۰۹  | دانه انجیر      | دلال    | _       |
| ۲۰۱۲  | فرحفیضا         | ادا     | _       |
| ۲۰۱۴  | بدون من         | ایلایدا | _       |
| ۲۰۱۴  | سبک زندگی       | دیلارا  | _       |
| ۲۰۱۵  | جزیره           | جزیره   | _       |
| ۲۰۲۰  | من یک دریا هستم | آوریل   | _       |

### تلویزیون
| مجموعه تلویزیونی | مجموعه تلویزیونی    | مجموعه تلویزیونی | مجموعه تلویزیونی |
| سال              | تولید               | نقش              | توضیحات          |
| ---------------- | ------------------- | ---------------- | ---------------- |
| ۲۰۰۴             | بعد پنجم            | عایشه            |                  |
| ۲۰۰۷             | دلم بده             |                  |                  |
| ۲۰۰۷             | مرا ببخش            | اسما             |                  |
| ۲۰۰۸–۲۰۱۱        | ایستگاه اقاقیا      | زینو             |                  |
| ۲۰۱۱             | فاطماگل             | اوزگه            | بازیگر مهمان     |
| ۲۰۱۲             | خانم دیلا           | یاسمین           |                  |
| ۲۰۱۴             | اورفالیام ازلدن     | کوثر             |                  |
| ۲۰۱۴             | سپرده               | آسیه             |                  |
| ۲۰۱۵             | مادران و مامان ها   | آیسل             |                  |
| ۲۰۱۶             | خیابان‌های استانبول  | عیفت             |                  |
| ۲۰۲۰–۲۰۲۱        | تو در خانه‌ام را بزن | فیگن ییلدیریم    |                  |
| ۲۰۲۱             | رامو                | دلبر (زیبایی)    |                  |
| ۲۰۲۱–۲۰۲۲        | اتاق قرمز           | ساری             | بازیگر مهمان     |

## جوایز
| سال  | جایزه                         | دسته‌بندی         | تولید | نتیجه |
| ---- | ----------------------------- | ---------------- | --- | ----- |
| ۲۰۲۰ | جشنواره فیلم غوزه طلایی آدانا | بهترین بازیگر زن | style="background: #99FF99; color: black; vertical-align: middle; text-align: center; " class="yes table-yes2"\|پیروز       |       |
| ۲۰۲۲ | جشنواره فیلم جهان بازیگر      | بهترین بازیگر زن | تونل\|style="background: #99FF99; color: black; vertical-align: middle; text-align: center; " class="yes table-yes2"\|پیروز |       |